# Выборы в Государственное собрание Республики Мордовия (2021)
Выборы депутатов Государственного собрания Республики Мордовия седьмого созыва прошли в Республике Мордовия 17—19 сентября одновременно с выборами в Государственную думу РФ, завершившись в единый день голосования 19 сентября 2021 года.
Выборы проходили согласно смешанной избирательной системе: избиралось 24 депутата по партийным спискам с установленным для них 5-процентным барьером и 24 депутата по одномандатным округам (где побеждает кандидат, набравший большинство голосов). Срок полномочий депутатов — 5 лет.
Число избирателей, внесённых в список избирателей на момент окончания голосования — 588 689. Явка составила 64,62 %.

## Ключевые даты
- 16 июня 2021 года депутаты Государственного собрания Республики Мордовии назначили выборы на 19 сентября 2021 года (единый день голосования)[3].
- 22 июня Центральная Избирательная комиссия Республики Мордовии утвердила календарный план мероприятий по подготовке и проведению выборов[4].
- По 19 июля — период выдвижения общеобластного списка кандидатов политической партией (ее региональным отделением), выдвижение кандидатов по одномандатному избирательному округу политической партией (ее региональным отделением), выдвижение путем самовыдвижения[4].
- С 5 июля по 4 августа — период передачи в соответствующую избирательную комиссию документов для регистрации кандидатов и общеобластных списков[4].
- До 17 сентября — агитационный период для политической партии (ее регионального отделения) и кандидатов.
- С 21 августа до 17 сентября — период предвыборной агитации в СМИ[4].
- С 14 по 18 сентября — период запрета на опубликование результатов опросов общественного мнения, прогнозов результатов выборов, иных исследований, связанных с выборами, в СМИ[4].
- С 17 по 19 сентября — дни голосования[4].

## Избирательные округа
| Одномандатные избирательные округа Республики Мордовия | Одномандатные избирательные округа Республики Мордовия | Одномандатные избирательные округа Республики Мордовия | Одномандатные избирательные округа Республики Мордовия |
| №                                                      | Округ                                                  | Состав | Численность избирателей                                |
| ------------------------------------------------------ | ------------------------------------------------------ | --- | ------------------------------------------------------ |
| 1                                                      | Ардатовско-Большеигнатовский                           | Ардатовский район; Большеигнатовский район | 23 229                                                 |
| 2                                                      | Атюрьевско-Торбеевский                                 | Атюрьевский район; частично Торбеевский район: Торбеевское городское поселение, Варжеляйское, Виндрейское, Лопатинское, Никольское, Салазгорьское, Сургодьское, Татарско-Юнкинское, Хилковское сельские поселения; частично Зубово-Полянский район: Явасское городское поселение | 21 343                                                 |
| 3                                                      | Атяшевско-Дубенский                                    | Атяшевский район; частично Дубенский район: за искл. Ардатовского, Енгалычевского, Кайбичевского, Кочкуровского, Ломатского сельских поселений | 21 583                                                 |
| 4                                                      | Большеберезниковско-Кочкуровский                       | Большеберезниковский район; Кочкуровский район; частично Дубенский район: Ардатовское, Енгалычевское, Кайбичевское, Кочкуровское, Ломатское сельские поселения; частично городской округ Саранск | 20 428                                                 |
| 5                                                      | Веселовский                                            | частично городской округ Саранск | 27 301                                                 |
| 6                                                      | Волгоградский                                          | частично городской округ Саранск | 31 219                                                 |
| 7                                                      | Ельниковско-Краснослободский                           | Ельниковский район; частично Краснослободский район: за искл. Колопинского, Новокарьгинского, Сивиньского, Старозубаревского, Старосиндровского сельских поселений | 21 030                                                 |
| 8                                                      | Железнодорожный                                        | частично городское поселение Рузаевка; частично Рузаевский район: Архангельско-Голицынское, Ключаревское, Красноклинское, Левженское, Сузгарьевское, Плодопитомническое, Приреченское сельские поселения | 22 514                                                 |
| 9                                                      | Заводской                                              | частично городское поселение Рузаевка; частично Рузаевский район: за искл. Архангельско-Голицынского, Ключаревского, Красноклинского, Левженского, Перхляйского, Стрелецко-Слободского, Сузгарьевского, Плодопитомнического, Приреченского, Хованщинского, Шишкеевского сельских поселений | 23 354                                                 |
| 10                                                     | Зубово-Полянский                                       | частично Зубово-Полянский район: за искл. Явасского городского поселения | 22 384                                                 |
| 11                                                     | Инсарско-Ковылкинский                                  | Инсарский район; частично Ковылкинский район: Казенно-Майданское, Клиновское, Кочелаевское, Краснопресненское, Красношадымское, Мордовско-Вечкенинское, Мордовско-Коломасовское, Парапинское, Примокшанское, Токмовское, Чекашево-Полянское сельские поселения; частично Торбеевский район: за искл. Торбеевского городского поселения, Варжеляйского, Виндрейского, Лопатинского, Никольского, Салазгорьского, Сургодьского, Татарско-Юнкинского, Хилковского сельских поселений; | 20 655                                                 |
| 12                                                     | Ичалковско-Ромодановский                               | Ичалковский район; Ромодановский район | 27 666                                                 |
| 13                                                     | Кадошкинско-Старошайговский                            | Кадошкинский район; Старошайговский район; частично Краснослободский район: Колопинскоге, Новокарьгинское, Сивиньское, Старозубаревское, Старосиндровское сельских поселений; частично Рузаевский район: Перхляйское, Стрелецко-Слободское, Хованщинское, Шишкеевское сельские поселения | 20 503                                                 |
| 14                                                     | Коваленковский                                         | частично городской округ Саранск | 27 059                                                 |
| 15                                                     | Ковылкинский                                           | частично Ковылкинский район: за искл. Казенно-Майданского, Клиновского, Кочелаевского, Краснопресненского, Красношадымского, Мордовско-Вечкенинского, Мордовско-Коломасовского, Парапинского, Примокшанского, Токмовского, Чекашево-Полянского сельские поселения; | 21 850                                                 |
| 16                                                     | Луховский                                              | частично городской округ Саранск | 29 511                                                 |
| 17                                                     | Лямбирский                                             | Лямбирский район | 24 653                                                 |
| 18                                                     | Московский                                             | частично городской округ Саранск | 27 286                                                 |
| 19                                                     | Пушкинский                                             | частично городской округ Саранск | 26 010                                                 |
| 20                                                     | Темниковско-Теньгушевский                              | Темниковский район; Теньгушевский район | 22 376                                                 |
| 21                                                     | Центральный                                            | частично городской округ Саранск | 29 105                                                 |
| 22                                                     | Чамзинский                                             | Чамзинский район | 22 957                                                 |
| 23                                                     | Энергетический                                         | частично городской округ Саранск | 26 937                                                 |
| 24                                                     | Юго-Западный                                           | частично городской округ Саранск | 26 106                                                 |

## Участники

### Выборы по партийным спискам[7]
| Номер в бюллетене | Партия              | Общая часть списка                               | Региональных групп | Кандидатов в списке | Статус списка   |
| ----------------- | ------------------- | ------------------------------------------------ | ------------------ | ------------------- | --------------- |
| 1                 | ЛДПР                | Владимир Жириновский • Евгений Тюрин             | 24                 | 90                  | зарегистрирован |
| 2                 | Справедливая Россия | Тимур Гераськин                                  | 21                 | 70                  | зарегистрирован |
| 3                 | Единая Россия       | Артём Здунов • Виктория Богдашкина               | 24                 | 115                 | зарегистрирован |
| 4                 | КПРФ                | Дмитрий Кузякин • Павел Феофанов • Сергей Пивкин | 24                 | 84                  | зарегистрирован |

### Выборы по одномандатным округам[8]
| Партия | Партия              | Число выдвинутых кандидатов | Число зарегистрированных кандидатов |
| ------ | ------------------- | --------------------------- | ----------------------------------- |
|        | Единая Россия       | 24                          | 24                                  |
|        | ЛДПР                | 24                          | 23                                  |
|        | КПРФ                | 23                          | 23                                  |
|        | Справедливая Россия | 21                          | 21                                  |
|        | Самовыдвижение      | 13                          | 8                                   |
| Всего  | Всего               | 105                         | 99                                  |

## Результаты
Распределение мандатов по пропорциональной системе проводилось методом Империали с той поправкой, что перед началом вычисления квот каждой партии, прошедшей 5-процентный барьер, выдавалось по одному месту.
| Результаты голосования в Государственное собрание Республики Мордовия по одномандатным округам | Результаты голосования в Государственное собрание Республики Мордовия по одномандатным округам | Результаты голосования в Государственное собрание Республики Мордовия по одномандатным округам | Результаты голосования в Государственное собрание Республики Мордовия по одномандатным округам | Результаты голосования в Государственное собрание Республики Мордовия по одномандатным округам | Результаты голосования в Государственное собрание Республики Мордовия по одномандатным округам | Результаты голосования в Государственное собрание Республики Мордовия по одномандатным округам | Результаты голосования в Государственное собрание Республики Мордовия по одномандатным округам | Результаты голосования в Государственное собрание Республики Мордовия по одномандатным округам | Результаты голосования в Государственное собрание Республики Мордовия по одномандатным округам |
| Округ                                                                                          | Явка                                                                                           | Место                                                                                          | Место                                                                                          | Кандидат                                                                                       | Выдвижение                                                                                     | Депутат VI созыва                                                                              | Кандидат поддержан Умным голосованием                                                          | Результат                                                                                      | Результат                                                                                      |
| Округ                                                                                          | Явка                                                                                           | Место                                                                                          | Место                                                                                          | Кандидат                                                                                       | Выдвижение                                                                                     | Депутат VI созыва                                                                              | Кандидат поддержан Умным голосованием                                                          | Голоса                                                                                         | %                                                                                              |
| ---------------------------------------------------------------------------------------------- | ---------------------------------------------------------------------------------------------- | ---------------------------------------------------------------------------------------------- | ---------------------------------------------------------------------------------------------- | ---------------------------------------------------------------------------------------------- | ---------------------------------------------------------------------------------------------- | ---------------------------------------------------------------------------------------------- | ---------------------------------------------------------------------------------------------- | ---------------------------------------------------------------------------------------------- | ---------------------------------------------------------------------------------------------- |
| 1                                                                                              | 77,55                                                                                          |                                                                                                | 1.                                                                                             | Кабаев Владимир Юрьевич                                                                        | Единая Россия                                                                                  | Да                                                                                             |                                                                                                | 13 489                                                                                         | 74,88                                                                                          |
| 1                                                                                              | 77,55                                                                                          |                                                                                                | 2.                                                                                             | Горохова Зинаида Ивановна                                                                      | КПРФ                                                                                           |                                                                                                | Да                                                                                             | 1932                                                                                           | 10,73                                                                                          |
| 1                                                                                              | 77,55                                                                                          |                                                                                                | 3.                                                                                             | Святкин Алексей Анатольевич                                                                    | ЛДПР                                                                                           |                                                                                                |                                                                                                | 1845                                                                                           | 10,24                                                                                          |
| 1                                                                                              | 77,55                                                                                          |                                                                                                | 4.                                                                                             | Сидякин Александр Юрьевич                                                                      | Справедливая Россия                                                                            |                                                                                                |                                                                                                | 697                                                                                            | 3,87                                                                                           |
|                                                                                                |                                                                                                |                                                                                                |                                                                                                |                                                                                                |                                                                                                |                                                                                                |                                                                                                |                                                                                                |                                                                                                |
| 2                                                                                              | 78,96                                                                                          |                                                                                                | 1.                                                                                             | Гречишников Михаил Николаевич                                                                  | Единая Россия                                                                                  |                                                                                                |                                                                                                | 12 829                                                                                         | 76,12                                                                                          |
| 2                                                                                              | 78,96                                                                                          |                                                                                                | 2.                                                                                             | Леванова Ирина Александровна                                                                   | ЛДПР                                                                                           |                                                                                                |                                                                                                | 1444                                                                                           | 8,57                                                                                           |
| 2                                                                                              | 78,96                                                                                          |                                                                                                | 3.                                                                                             | Макаров Василий Васильевич                                                                     | Справедливая Россия                                                                            |                                                                                                |                                                                                                | 1376                                                                                           | 8,16                                                                                           |
| 2                                                                                              | 78,96                                                                                          |                                                                                                | 4.                                                                                             | Смолянко Игорь Алексеевич                                                                      | КПРФ                                                                                           |                                                                                                | Да                                                                                             | 1174                                                                                           | 6,97                                                                                           |
|                                                                                                |                                                                                                |                                                                                                |                                                                                                |                                                                                                |                                                                                                |                                                                                                |                                                                                                |                                                                                                |                                                                                                |
| 3                                                                                              | 80,41                                                                                          |                                                                                                | 1.                                                                                             | Подмарев Михаил Николаевич                                                                     | Единая Россия                                                                                  |                                                                                                |                                                                                                | 11 008                                                                                         | 63,43                                                                                          |
| 3                                                                                              | 80,41                                                                                          |                                                                                                | 2.                                                                                             | Ишуткин Олег Валентинович                                                                      | КПРФ                                                                                           |                                                                                                | Да                                                                                             | 2588                                                                                           | 14,91                                                                                          |
| 3                                                                                              | 80,41                                                                                          |                                                                                                | 3.                                                                                             | Сырескин Александр Дмитриевич                                                                  | Справедливая Россия                                                                            |                                                                                                |                                                                                                | 1821                                                                                           | 10,49                                                                                          |
| 3                                                                                              | 80,41                                                                                          |                                                                                                | 4.                                                                                             | Наумов Алексей Александрович                                                                   | Самовыдвижение                                                                                 |                                                                                                |                                                                                                | 958                                                                                            | 5,52                                                                                           |
| 3                                                                                              | 80,41                                                                                          |                                                                                                | 5.                                                                                             | Доронькина Светлана Дмитриевна                                                                 | ЛДПР                                                                                           |                                                                                                |                                                                                                | 749                                                                                            | 4,32                                                                                           |
|                                                                                                |                                                                                                |                                                                                                |                                                                                                |                                                                                                |                                                                                                |                                                                                                |                                                                                                |                                                                                                |                                                                                                |
| 4                                                                                              | 73,55                                                                                          |                                                                                                | 1.                                                                                             | Поздняков Александр Ильич                                                                      | Единая Россия                                                                                  | Да                                                                                             |                                                                                                | 11 122                                                                                         | 74,02                                                                                          |
| 4                                                                                              | 73,55                                                                                          |                                                                                                | 2.                                                                                             | Альбиков Шамиль Мустафеевич                                                                    | КПРФ                                                                                           |                                                                                                |                                                                                                | 1259                                                                                           | 8,38                                                                                           |
| 4                                                                                              | 73,55                                                                                          |                                                                                                | 3.                                                                                             | Краснопольский Павел Михайлович                                                                | Самовыдвижение                                                                                 |                                                                                                |                                                                                                | 1061                                                                                           | 7,06                                                                                           |
| 4                                                                                              | 73,55                                                                                          |                                                                                                | 4.                                                                                             | Поздняков Валерий Николаевич                                                                   | ЛДПР                                                                                           |                                                                                                | Да                                                                                             | 819                                                                                            | 5,45                                                                                           |
| 4                                                                                              | 73,55                                                                                          |                                                                                                | 5.                                                                                             | Юркин Александр Николаевич                                                                     | Самовыдвижение                                                                                 |                                                                                                |                                                                                                | 669                                                                                            | 4,45                                                                                           |
|                                                                                                |                                                                                                |                                                                                                |                                                                                                |                                                                                                |                                                                                                |                                                                                                |                                                                                                |                                                                                                |                                                                                                |
| 5                                                                                              | 50,05                                                                                          |                                                                                                | 1.                                                                                             | Дежуров Владимир Николаевич                                                                    | Единая Россия                                                                                  |                                                                                                |                                                                                                | 6391                                                                                           | 46,77                                                                                          |
| 5                                                                                              | 50,05                                                                                          |                                                                                                | 2.                                                                                             | Шустин Виктор Валентинович                                                                     | КПРФ                                                                                           |                                                                                                |                                                                                                | 2638                                                                                           | 19,31                                                                                          |
| 5                                                                                              | 50,05                                                                                          |                                                                                                | 3.                                                                                             | Ерошкин Юрий Владимирович                                                                      | ЛДПР                                                                                           |                                                                                                | Да                                                                                             | 1981                                                                                           | 14,50                                                                                          |
| 5                                                                                              | 50,05                                                                                          |                                                                                                | 4.                                                                                             | Шигаев Алексей Владимирович                                                                    | Справедливая Россия                                                                            |                                                                                                |                                                                                                | 1757                                                                                           | 12,86                                                                                          |
|                                                                                                |                                                                                                |                                                                                                |                                                                                                |                                                                                                |                                                                                                |                                                                                                |                                                                                                |                                                                                                |                                                                                                |
| 6                                                                                              | 49,14                                                                                          |                                                                                                | 1.                                                                                             | Пинямаскин Анатолий Николаевич                                                                 | Единая Россия                                                                                  | Да                                                                                             |                                                                                                | 6681                                                                                           | 43,55                                                                                          |
| 6                                                                                              | 49,14                                                                                          |                                                                                                | 2.                                                                                             | Борисова Любовь Михайловна                                                                     | КПРФ                                                                                           |                                                                                                | Да                                                                                             | 3644                                                                                           | 23,75                                                                                          |
| 6                                                                                              | 49,14                                                                                          |                                                                                                | 3.                                                                                             | Исаев Михаил Дмитриевич                                                                        | Справедливая Россия                                                                            |                                                                                                |                                                                                                | 2737                                                                                           | 17,84                                                                                          |
| 6                                                                                              | 49,14                                                                                          |                                                                                                | 4.                                                                                             | Козин Александр Яковлевич                                                                      | ЛДПР                                                                                           |                                                                                                |                                                                                                | 1640                                                                                           | 10,69                                                                                          |
|                                                                                                |                                                                                                |                                                                                                |                                                                                                |                                                                                                |                                                                                                |                                                                                                |                                                                                                |                                                                                                |                                                                                                |
| 7                                                                                              | 70,07                                                                                          |                                                                                                | 1.                                                                                             | Чибиркин Владимир Васильевич                                                                   | Единая Россия                                                                                  | Да                                                                                             |                                                                                                | 8776                                                                                           | 59,56                                                                                          |
| 7                                                                                              | 70,07                                                                                          |                                                                                                | 2.                                                                                             | Пивкин Сергей Михайлович                                                                       | КПРФ                                                                                           |                                                                                                | Да                                                                                             | 2454                                                                                           | 16,65                                                                                          |
| 7                                                                                              | 70,07                                                                                          |                                                                                                | 3.                                                                                             | Ермаков Михаил Валентинович                                                                    | Справедливая Россия                                                                            |                                                                                                |                                                                                                | 1405                                                                                           | 9,54                                                                                           |
| 7                                                                                              | 70,07                                                                                          |                                                                                                | 4.                                                                                             | Яснова Татьяна Владимировна                                                                    | ЛДПР                                                                                           |                                                                                                |                                                                                                | 1156                                                                                           | 7,84                                                                                           |
| 7                                                                                              | 70,07                                                                                          |                                                                                                | 5.                                                                                             | Зинкина Надежда Алексеевна                                                                     | Самовыдвижение                                                                                 |                                                                                                |                                                                                                | 584                                                                                            | 3,96                                                                                           |
|                                                                                                |                                                                                                |                                                                                                |                                                                                                |                                                                                                |                                                                                                |                                                                                                |                                                                                                |                                                                                                |                                                                                                |
| 8                                                                                              | 65,93                                                                                          |                                                                                                | 1.                                                                                             | Агеев Сергей Александрович                                                                     | Единая Россия                                                                                  |                                                                                                |                                                                                                | 6544                                                                                           | 44,09                                                                                          |
| 8                                                                                              | 65,93                                                                                          |                                                                                                | 2.                                                                                             | Лукачев Владимир Иванович                                                                      | КПРФ                                                                                           |                                                                                                | Да                                                                                             | 3462                                                                                           | 23,32                                                                                          |
| 8                                                                                              | 65,93                                                                                          |                                                                                                | 3.                                                                                             | Кириллов Сергей Александрович                                                                  | Справедливая Россия                                                                            |                                                                                                |                                                                                                | 1796                                                                                           | 12,10                                                                                          |
| 8                                                                                              | 65,93                                                                                          |                                                                                                | 4.                                                                                             | Скузоватов Сергей Николаевич                                                                   | ЛДПР                                                                                           |                                                                                                |                                                                                                | 1755                                                                                           | 11,82                                                                                          |
| 8                                                                                              | 65,93                                                                                          |                                                                                                | 5.                                                                                             | Юсупов Милис Хусаинович                                                                        | Самовыдвижение                                                                                 |                                                                                                |                                                                                                | 567                                                                                            | 3,82                                                                                           |
|                                                                                                |                                                                                                |                                                                                                |                                                                                                |                                                                                                |                                                                                                |                                                                                                |                                                                                                |                                                                                                |                                                                                                |
| 9                                                                                              | 67,80                                                                                          |                                                                                                | 1.                                                                                             | Ларин Валерий Владиславович                                                                    | Единая Россия                                                                                  |                                                                                                |                                                                                                | 7812                                                                                           | 49,33                                                                                          |
| 9                                                                                              | 67,80                                                                                          |                                                                                                | 2.                                                                                             | Полынов Василий Федорович                                                                      | КПРФ                                                                                           |                                                                                                | Да                                                                                             | 2928                                                                                           | 18,49                                                                                          |
| 9                                                                                              | 67,80                                                                                          |                                                                                                | 3.                                                                                             | Кудашова Валентина Ивановна                                                                    | Самовыдвижение                                                                                 |                                                                                                |                                                                                                | 2219                                                                                           | 14,01                                                                                          |
| 9                                                                                              | 67,80                                                                                          |                                                                                                | 4.                                                                                             | Захряпина Елена Николаевна                                                                     | ЛДПР                                                                                           |                                                                                                |                                                                                                | 1320                                                                                           | 8,34                                                                                           |
| 9                                                                                              | 67,80                                                                                          |                                                                                                | 5.                                                                                             | Болтенков Анатолий Владимирович                                                                | Справедливая Россия                                                                            |                                                                                                |                                                                                                | 1014                                                                                           | 6,40                                                                                           |
|                                                                                                |                                                                                                |                                                                                                |                                                                                                |                                                                                                |                                                                                                |                                                                                                |                                                                                                |                                                                                                |                                                                                                |
| 10                                                                                             | 70,96                                                                                          |                                                                                                | 1.                                                                                             | Надейкин Андрей Иванович                                                                       | Единая Россия                                                                                  | Да                                                                                             |                                                                                                | 11 987                                                                                         | 75,47                                                                                          |
| 10                                                                                             | 70,96                                                                                          |                                                                                                | 2.                                                                                             | Берсенин Дмитрий Александрович                                                                 | КПРФ                                                                                           |                                                                                                | Да                                                                                             | 1466                                                                                           | 9,23                                                                                           |
| 10                                                                                             | 70,96                                                                                          |                                                                                                | 3.                                                                                             | Литвин Игорь Владимирович                                                                      | ЛДПР                                                                                           |                                                                                                |                                                                                                | 880                                                                                            | 5,54                                                                                           |
| 10                                                                                             | 70,96                                                                                          |                                                                                                | 4.                                                                                             | Гераськин Тимур Владимирович                                                                   | Справедливая Россия                                                                            |                                                                                                |                                                                                                | 806                                                                                            | 5,07                                                                                           |
| 10                                                                                             | 70,96                                                                                          |                                                                                                | 5.                                                                                             | Китушкин Евгений Юрьевич                                                                       | Самовыдвижение                                                                                 |                                                                                                |                                                                                                | 611                                                                                            | 3,85                                                                                           |
|                                                                                                |                                                                                                |                                                                                                |                                                                                                |                                                                                                |                                                                                                |                                                                                                |                                                                                                |                                                                                                |                                                                                                |
| 11                                                                                             | 80,77                                                                                          |                                                                                                | 1.                                                                                             | Чалов Николай Анатольевич                                                                      | Единая Россия                                                                                  |                                                                                                |                                                                                                | 12 547                                                                                         | 75,20                                                                                          |
| 11                                                                                             | 80,77                                                                                          |                                                                                                | 2.                                                                                             | Морозкина Валентина Ивановна                                                                   | КПРФ                                                                                           |                                                                                                | Да                                                                                             | 2627                                                                                           | 15,75                                                                                          |
| 11                                                                                             | 80,77                                                                                          |                                                                                                | 3.                                                                                             | Алабина Елена Вениаминовна                                                                     | ЛДПР                                                                                           |                                                                                                |                                                                                                | 751                                                                                            | 4,50                                                                                           |
| 11                                                                                             | 80,77                                                                                          |                                                                                                | 4.                                                                                             | Томилин Сергей Николаевич                                                                      | Справедливая Россия                                                                            |                                                                                                |                                                                                                | 718                                                                                            | 4,30                                                                                           |
|                                                                                                |                                                                                                |                                                                                                |                                                                                                |                                                                                                |                                                                                                |                                                                                                |                                                                                                |                                                                                                |                                                                                                |
| 12                                                                                             | 80,03                                                                                          |                                                                                                | 1.                                                                                             | Атласов Александр Иванович                                                                     | Единая Россия                                                                                  | Да                                                                                             |                                                                                                | 17 961                                                                                         | 81,12                                                                                          |
| 12                                                                                             | 80,03                                                                                          |                                                                                                | 2.                                                                                             | Пиксайкин Вадим Валерьевич                                                                     | КПРФ                                                                                           |                                                                                                |                                                                                                | 1798                                                                                           | 8,12                                                                                           |
| 12                                                                                             | 80,03                                                                                          |                                                                                                | 3.                                                                                             | Колмакова Татьяна Викторовна                                                                   | Справедливая Россия                                                                            |                                                                                                |                                                                                                | 1210                                                                                           | 5,46                                                                                           |
| 12                                                                                             | 80,03                                                                                          |                                                                                                | 4.                                                                                             | Лукьянов Владимир Евгеньевич                                                                   | ЛДПР                                                                                           |                                                                                                | Да                                                                                             | 1073                                                                                           | 4,85                                                                                           |
|                                                                                                |                                                                                                |                                                                                                |                                                                                                |                                                                                                |                                                                                                |                                                                                                |                                                                                                |                                                                                                |                                                                                                |
| 13                                                                                             | 78,29                                                                                          |                                                                                                | 1.                                                                                             | Рубцов Виктор Иванович                                                                         | Единая Россия                                                                                  |                                                                                                |                                                                                                | 11 906                                                                                         | 74,18                                                                                          |
| 13                                                                                             | 78,29                                                                                          |                                                                                                | 2.                                                                                             | Венчаков Виктор Петрович                                                                       | КПРФ                                                                                           |                                                                                                |                                                                                                | 2299                                                                                           | 14,32                                                                                          |
| 13                                                                                             | 78,29                                                                                          |                                                                                                | 3.                                                                                             | Камашкин Юрий Геннадьевич                                                                      | ЛДПР                                                                                           |                                                                                                | Да                                                                                             | 812                                                                                            | 5,06                                                                                           |
| 13                                                                                             | 78,29                                                                                          |                                                                                                | 4.                                                                                             | Козырев Дмитрий Викторович                                                                     | Справедливая Россия                                                                            |                                                                                                |                                                                                                | 811                                                                                            | 5,05                                                                                           |
|                                                                                                |                                                                                                |                                                                                                |                                                                                                |                                                                                                |                                                                                                |                                                                                                |                                                                                                |                                                                                                |                                                                                                |
| 14                                                                                             | 49,20                                                                                          |                                                                                                | 1.                                                                                             | Солодовникова Лариса Викторовна                                                                | Единая Россия                                                                                  |                                                                                                |                                                                                                | 6257                                                                                           | 47,00                                                                                          |
| 14                                                                                             | 49,20                                                                                          |                                                                                                | 2.                                                                                             | Волков Дмитрий Иванович                                                                        | КПРФ                                                                                           |                                                                                                |                                                                                                | 2925                                                                                           | 21,97                                                                                          |
| 14                                                                                             | 49,20                                                                                          |                                                                                                | 3.                                                                                             | Доронькин Виталий Владимирович                                                                 | ЛДПР                                                                                           |                                                                                                | Да                                                                                             | 1693                                                                                           | 12,72                                                                                          |
| 14                                                                                             | 49,20                                                                                          |                                                                                                | 4.                                                                                             | Созаева Галина Петровна                                                                        | Справедливая Россия                                                                            |                                                                                                |                                                                                                | 1670                                                                                           | 12,54                                                                                          |
|                                                                                                |                                                                                                |                                                                                                |                                                                                                |                                                                                                |                                                                                                |                                                                                                |                                                                                                |                                                                                                |                                                                                                |
| 15                                                                                             | 72,73                                                                                          |                                                                                                | 1.                                                                                             | Шукшин Владимир Иванович                                                                       | Единая Россия                                                                                  | Да                                                                                             |                                                                                                | 13 165                                                                                         | 82,85                                                                                          |
| 15                                                                                             | 72,73                                                                                          |                                                                                                | 2.                                                                                             | Тюрин Сергей Викторович                                                                        | КПРФ                                                                                           |                                                                                                | Да                                                                                             | 1280                                                                                           | 8,05                                                                                           |
| 15                                                                                             | 72,73                                                                                          |                                                                                                | 3.                                                                                             | Курзина Ирина Михайловна                                                                       | ЛДПР                                                                                           |                                                                                                |                                                                                                | 766                                                                                            | 4,82                                                                                           |
| 15                                                                                             | 72,73                                                                                          |                                                                                                | 4.                                                                                             | Живодеров Николай Валерьевич                                                                   | Справедливая Россия                                                                            |                                                                                                |                                                                                                | 663                                                                                            | 4,17                                                                                           |
|                                                                                                |                                                                                                |                                                                                                |                                                                                                |                                                                                                |                                                                                                |                                                                                                |                                                                                                |                                                                                                |                                                                                                |
| 16                                                                                             | 50,05                                                                                          |                                                                                                | 1.                                                                                             | Грибанов Владимир Иванович                                                                     | Единая Россия                                                                                  | Да                                                                                             |                                                                                                | 6193                                                                                           | 41,93                                                                                          |
| 16                                                                                             | 50,05                                                                                          |                                                                                                | 2.                                                                                             | Марин Аркадий Валентинович                                                                     | КПРФ                                                                                           |                                                                                                | Да                                                                                             | 3756                                                                                           | 25,43                                                                                          |
| 16                                                                                             | 50,05                                                                                          |                                                                                                | 3.                                                                                             | Линьков Виктор Васильевич                                                                      | Справедливая Россия                                                                            |                                                                                                |                                                                                                | 3453                                                                                           | 23,38                                                                                          |
|                                                                                                |                                                                                                |                                                                                                |                                                                                                |                                                                                                |                                                                                                |                                                                                                |                                                                                                |                                                                                                |                                                                                                |
| 17                                                                                             | 78,34                                                                                          |                                                                                                | 1.                                                                                             | Корнишин Валерий Александрович                                                                 | Единая Россия                                                                                  |                                                                                                |                                                                                                | 14 933                                                                                         | 77,32                                                                                          |
| 17                                                                                             | 78,34                                                                                          |                                                                                                | 2.                                                                                             | Майоров Игорь Геннадьевич                                                                      | КПРФ                                                                                           |                                                                                                | Да                                                                                             | 1730                                                                                           | 8,96                                                                                           |
| 17                                                                                             | 78,34                                                                                          |                                                                                                | 3.                                                                                             | Кабанов Андрей Александрович                                                                   | ЛДПР                                                                                           |                                                                                                |                                                                                                | 1530                                                                                           | 7,92                                                                                           |
| 17                                                                                             | 78,34                                                                                          |                                                                                                | 4.                                                                                             | Сулейманов Рафаэль Рифович                                                                     | Справедливая Россия                                                                            |                                                                                                |                                                                                                | 1043                                                                                           | 5,40                                                                                           |
|                                                                                                |                                                                                                |                                                                                                |                                                                                                |                                                                                                |                                                                                                |                                                                                                |                                                                                                |                                                                                                |                                                                                                |
| 18                                                                                             | 53,44                                                                                          |                                                                                                | 1.                                                                                             | Вдовин Сергей Михайлович                                                                       | Единая Россия                                                                                  | Да                                                                                             |                                                                                                | 7751                                                                                           | 53,16                                                                                          |
| 18                                                                                             | 53,44                                                                                          |                                                                                                | 2.                                                                                             | Кунев Сергей Викторович                                                                        | Справедливая Россия                                                                            |                                                                                                |                                                                                                | 3378                                                                                           | 23,17                                                                                          |
| 18                                                                                             | 53,44                                                                                          |                                                                                                | 3.                                                                                             | Юшков Игорь Сергеевич                                                                          | ЛДПР                                                                                           |                                                                                                | Да                                                                                             | 2496                                                                                           | 17,12                                                                                          |
|                                                                                                |                                                                                                |                                                                                                |                                                                                                |                                                                                                |                                                                                                |                                                                                                |                                                                                                |                                                                                                |                                                                                                |
| 19                                                                                             | 52,64                                                                                          |                                                                                                | 1.                                                                                             | Земсков Дмитрий Николаевич                                                                     | Единая Россия                                                                                  |                                                                                                |                                                                                                | 6794                                                                                           | 49,62                                                                                          |
| 19                                                                                             | 52,64                                                                                          |                                                                                                | 2.                                                                                             | Пронькин Александр Федорович                                                                   | КПРФ                                                                                           |                                                                                                |                                                                                                | 2595                                                                                           | 18,95                                                                                          |
| 19                                                                                             | 52,64                                                                                          |                                                                                                | 3.                                                                                             | Кондрашова Анна Ивановна                                                                       | Справедливая Россия                                                                            |                                                                                                |                                                                                                | 1882                                                                                           | 13,75                                                                                          |
| 19                                                                                             | 52,64                                                                                          |                                                                                                | 4.                                                                                             | Сатянов Николай Александрович                                                                  | ЛДПР                                                                                           |                                                                                                | Да                                                                                             | 1684                                                                                           | 12,30                                                                                          |
|                                                                                                |                                                                                                |                                                                                                |                                                                                                |                                                                                                |                                                                                                |                                                                                                |                                                                                                |                                                                                                |                                                                                                |
| 20                                                                                             | 78,57                                                                                          |                                                                                                | 1.                                                                                             | Ручин Александр Борисович                                                                      | Единая Россия                                                                                  |                                                                                                |                                                                                                | 13 357                                                                                         | 75,97                                                                                          |
| 20                                                                                             | 78,57                                                                                          |                                                                                                | 2.                                                                                             | Александров Александр Сергеевич                                                                | КПРФ                                                                                           |                                                                                                | Да                                                                                             | 1858                                                                                           | 10,57                                                                                          |
| 20                                                                                             | 78,57                                                                                          |                                                                                                | 3.                                                                                             | Жигунов Сергей Николаевич                                                                      | Справедливая Россия                                                                            |                                                                                                |                                                                                                | 1211                                                                                           | 6,89                                                                                           |
| 20                                                                                             | 78,57                                                                                          |                                                                                                | 4.                                                                                             | Москвитин Василий Андреевич                                                                    | ЛДПР                                                                                           |                                                                                                |                                                                                                | 1101                                                                                           | 6,26                                                                                           |
|                                                                                                |                                                                                                |                                                                                                |                                                                                                |                                                                                                |                                                                                                |                                                                                                |                                                                                                |                                                                                                |                                                                                                |
| 21                                                                                             | 50,65                                                                                          |                                                                                                | 1.                                                                                             | Долматова Наталья Владимировна                                                                 | Единая Россия                                                                                  |                                                                                                |                                                                                                | 6897                                                                                           | 46,79                                                                                          |
| 21                                                                                             | 50,65                                                                                          |                                                                                                | 2.                                                                                             | Семенова Наталья Владимировна                                                                  | КПРФ                                                                                           |                                                                                                |                                                                                                | 4218                                                                                           | 28,61                                                                                          |
| 21                                                                                             | 50,65                                                                                          |                                                                                                | 3.                                                                                             | Шитова Ирина Александровна                                                                     | ЛДПР                                                                                           |                                                                                                | Да                                                                                             | 2861                                                                                           | 19,41                                                                                          |
|                                                                                                |                                                                                                |                                                                                                |                                                                                                |                                                                                                |                                                                                                |                                                                                                |                                                                                                |                                                                                                |                                                                                                |
| 22                                                                                             | 74,36                                                                                          |                                                                                                | 1.                                                                                             | Сиушов Артемий Сергеевич                                                                       | Единая Россия                                                                                  |                                                                                                |                                                                                                | 10 894                                                                                         | 63,82                                                                                          |
| 22                                                                                             | 74,36                                                                                          |                                                                                                | 2.                                                                                             | Ковалев Андрей Сергеевич                                                                       | КПРФ                                                                                           |                                                                                                |                                                                                                | 1750                                                                                           | 10,25                                                                                          |
| 22                                                                                             | 74,36                                                                                          |                                                                                                | 3.                                                                                             | Щетинина Татьяна Александровна                                                                 | Самовыдвижение                                                                                 |                                                                                                |                                                                                                | 1532                                                                                           | 8,97                                                                                           |
| 22                                                                                             | 74,36                                                                                          |                                                                                                | 4.                                                                                             | Зотова Юлия Ивановна                                                                           | Справедливая Россия                                                                            |                                                                                                |                                                                                                | 1485                                                                                           | 8,70                                                                                           |
| 22                                                                                             | 74,36                                                                                          |                                                                                                | 5.                                                                                             | Молдакова Анетта Владимировна                                                                  | ЛДПР                                                                                           |                                                                                                | Да                                                                                             | 1234                                                                                           | 7,23                                                                                           |
|                                                                                                |                                                                                                |                                                                                                |                                                                                                |                                                                                                |                                                                                                |                                                                                                |                                                                                                |                                                                                                |                                                                                                |
| 23                                                                                             | 44,42                                                                                          |                                                                                                | 1.                                                                                             | Чванов Сергей Евгеньевич                                                                       | Единая Россия                                                                                  |                                                                                                |                                                                                                | 4070                                                                                           | 34,02                                                                                          |
| 23                                                                                             | 44,42                                                                                          |                                                                                                | 2.                                                                                             | Лукьянов Владимир Сергеевич                                                                    | КПРФ                                                                                           |                                                                                                |                                                                                                | 2442                                                                                           | 20,41                                                                                          |
| 23                                                                                             | 44,42                                                                                          |                                                                                                | 3.                                                                                             | Быков Валерий Евгеньевич                                                                       | Справедливая Россия                                                                            |                                                                                                | Да                                                                                             | 2116                                                                                           | 17,68                                                                                          |
| 23                                                                                             | 44,42                                                                                          |                                                                                                | 4.                                                                                             | Казаков Юрий Иванович                                                                          | ЛДПР                                                                                           |                                                                                                |                                                                                                | 1861                                                                                           | 15,55                                                                                          |
|                                                                                                |                                                                                                |                                                                                                |                                                                                                |                                                                                                |                                                                                                |                                                                                                |                                                                                                |                                                                                                |                                                                                                |
| 24                                                                                             | 48,06                                                                                          |                                                                                                | 1.                                                                                             | Веснушкин Георгий Михайлович                                                                   | Единая Россия                                                                                  |                                                                                                |                                                                                                | 5546                                                                                           | 44,20                                                                                          |
| 24                                                                                             | 48,06                                                                                          |                                                                                                | 2.                                                                                             | Малыгин Михаил Юрьевич                                                                         | КПРФ                                                                                           |                                                                                                | Да                                                                                             | 3647                                                                                           | 29,07                                                                                          |
| 24                                                                                             | 48,06                                                                                          |                                                                                                | 3.                                                                                             | Екатеринин Сергей Павлович                                                                     | ЛДПР                                                                                           |                                                                                                |                                                                                                | 2506                                                                                           | 19,97                                                                                          |

Из 24 округов Умное Голосование поддержало кандидатов: в 0 — занявших первое место, в 13 — второе место, в 6 — третье, в 4 — четвертое, в 1 — пятое.
| Место                      | Место                      | Партия                     | по партийным спискам | по партийным спискам | по партийным спискам | по партийным спискам | по одно- мандатным округам | всего         | всего | всего   | всего   |
| Место                      | Место                      | Партия                     | Голоса               | %                    | +/- %                | Получено мест        | Получено мест              | Получено мест | +/-   | %       | +/- %   |
| -------------------------- | -------------------------- | -------------------------- | -------------------- | -------------------- | -------------------- | -------------------- | -------------------------- | ------------- | ----- | ------- | ------- |
|                            | 1.                         | «Единая Россия»            | 255 672              | 67,21 %              | ▼16,49 %             | 18 (▼4)              | 24 (▲1)                    | 42            | ▼3    | 87,50 % | ▼6,25 % |
|                            | 2.                         | КПРФ                       | 53 994               | 14,19 %              | ▲7,98 %              | 3 (▲2)               | 0 (▬)                      | 3             | ▲2    | 6,25 %  | ▲4,17 % |
|                            | 3.                         | ЛДПР                       | 37 480               | 9,85 %               | ▲4,00 %              | 2 (▲1)               | 0 (▬)                      | 2             | ▲1    | 4,17 %  | ▲2,08 % |
|                            | 4.                         | «Справедливая Россия»      | 25 767               | 6,77 %               | ▲3,80 %              | 1 (▲1)               | 0 (▬)                      | 1             | ▲1    | 2,08 %  | ▲2,08 % |
|                            |                            |                            |                      |                      |                      |                      |                            |               |       |         |         |
|                            |                            | Самовыдвижение             |                      |                      |                      |                      | 0 (▼1)                     | 0             | ▼1    | 0 %     | ▼2,08 % |
| Недействительные бюллетени | Недействительные бюллетени | Недействительные бюллетени | 7480                 | 1,97 %               | ▲1,33 %              |                      |                            |               |       |         |         |
| Всего                      | Всего                      | Всего                      | 380 393              | 100 %                | —                    | 24 (▬)               | 24 (▬)                     | 48            | ▬     | 100 %   | —       |